# 新江湖十八本
新江湖十八本是粵劇的傳統開山戲，始自同治七年，按郭秉箴《粵劇藝術論》，包括了：《再重光》、《雙國緣》、《動天庭》、《青石嶺》、《贈帕緣》、《困幽州》、《七國齊》、《俠雙花》、《九龍山》、《逆天倫》、《和為貴》、《鬧揚州》、《雙結緣》、《雪重冤》、《龍虎鬥》、《西河會》、《金葉菊》、《黃花山》。